# Alfred A. Nentwich

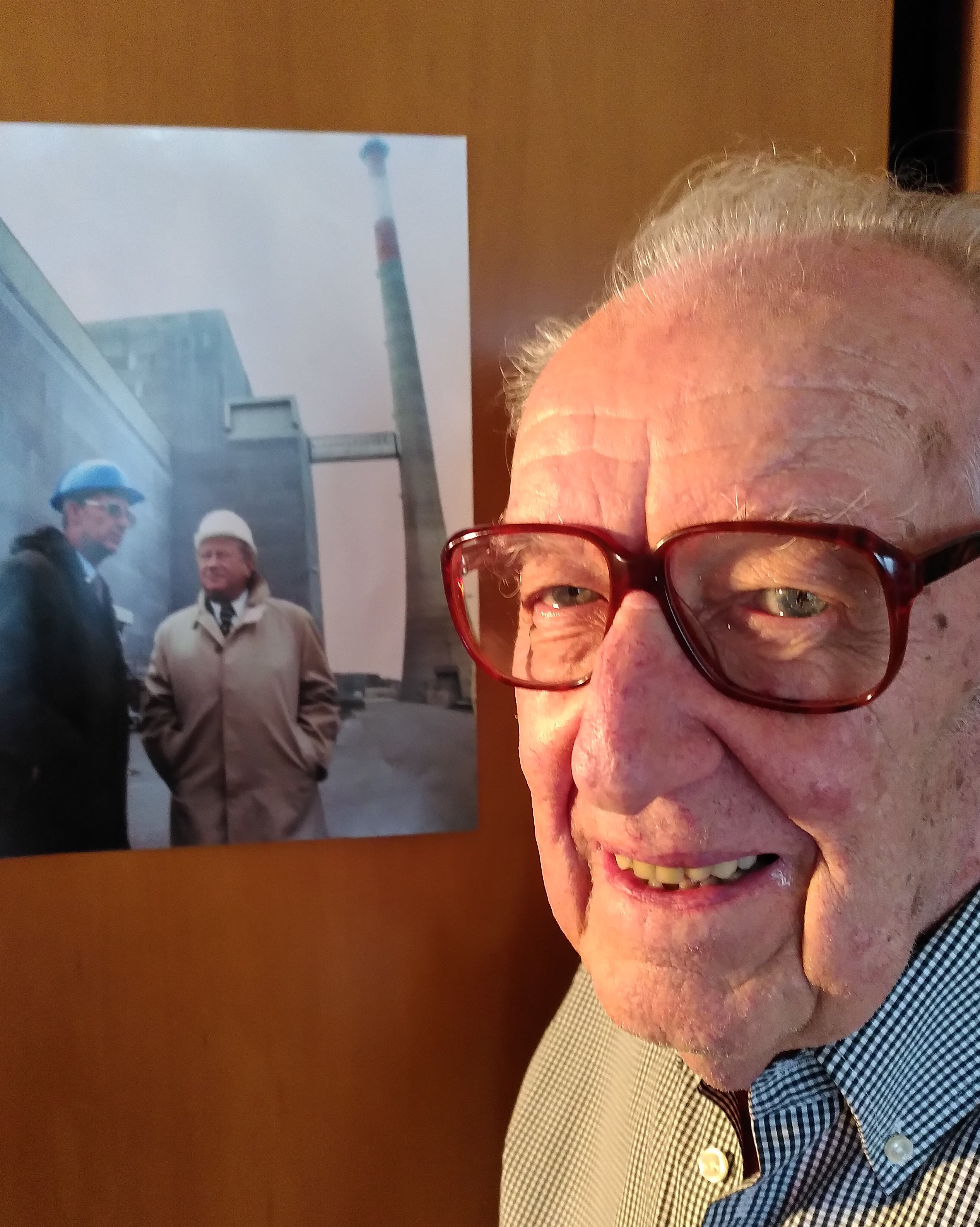
Alfred A. Nentwich (2023)

Alfred A. Nentwich (* 25. November 1931 in Wien; † 15. August 2024 ebenda) war ein österreichischer Physiker und Zivilingenieur sowie Manager in der Energiebranche. Er war führend am ersten österreichischen Atomkraftwerk und am ersten österreichischen Solarkraftwerk beteiligt.

## Leben und Ausbildung
Alfred A. Nentwich wurde am 25. November 1931 in Wien in einer Arbeiterfamilie geboren und hatte eine Schwester. Er war in zweiter Ehe verheiratet und lebte in Wien. Aus seiner ersten Ehe stammen zwei Söhne, Michael und Christopher.
Er studierte nach der Matura 1949 an der Technischen Hochschule Wien (heute: TU Wien) technische Physik (Dipl.-Ing. 1959). Zwischen 1960 und 1962 absolvierte er Auslandsaufenthalte in Kalifornien und am Argonne National Laboratory der University of Illinois at Chicago zur Forschung und Weiterbildung im Bereich Atomphysik und Kern-Kraftwerkstechnik. 1982 erfolgt die Bestellung zum staatlich beeideten und befugten Zivilingenieur für technische Physik.
Nentwich verstarb im August 2024 im Alter von 92 Jahren.

## Karriere
Während der Studienzeit war Nentwich im technischen Büro der Messe Wien AG tätig und baute ein physikalisch-chemisches Labor bei der Wienerberger Ziegelfabrik GmbH auf. Ab 1959 war er Mitarbeiter beim Maschinenbaukonzern Simmering-Graz-Pauker AG. Von 1962 bis 1964 war er Projektleiter bei der Kraftwerk Union, einem Tochterunternehmen von Siemens und AEG, in Erlangen, zuständig für die Planung des ersten österreichischen Kernkraftwerks. Von 1964 bis 1966 arbeitete Nentwich am Institut für Reaktorentwicklung der Österreichischen Studiengesellschaft für Atomenergie (SGAE) in Seibersdorf. Von 1966 bis 1970 war er bei der Verbundgesellschaft (heute: Verbund AG) mit der Vorbereitung des ersten österreichischen Atomkraftwerks (AKW) beschäftigt. Ab 1970 war er technischer Geschäftsführer und Direktor der Gemeinschaftskernkraftwerk Tullnerfeld Ges.m.b.H. (GKT) und für die technische Planung und Errichtung des Atomkraftwerks Zwentendorf verantwortlich.
Im Vorfeld der Volksabstimmung in Österreich über die Inbetriebnahme des Kernkraftwerkes Zwentendorf (1978) wurde Alfred Nentwich als Experte und Befürworter des AKW in der Öffentlichkeit bekannt.
Nach dem Nein zu Zwentendorf war Nentwich noch bis 1982 in der GKT beschäftigt, die zu Gemeinschaftskraftwerk Tullnerfeld Ges.m.b.H. umbenannt wurde. 1982 bis 1986 war er Geschäftsführer und Leiter des Anlagengeschäfts der österreichischen Niederlassung der AEG Telefunken GmbH in Wien. Von 1986 bis zu seiner Pensionierung 1992 kehrte er in die Verbund AG zurück, in der er die Abteilung für Alternativenergien, Umwelt und Naturschutz aufbaute sowie als Vorsitzender der Forschungsinitiative des Verbundkonzerns fungierte. Unter anderem leitete er das EUREKA-Projekt EU 333 Alpsolar und war führend in Konzeption und Bau des ersten Photovoltaik-Kraftwerks Österreichs 1988–89 am Loser im Salzkammergut involviert. Darüber hinaus wurde unter seiner Ägide ab 1989 gemeinsam mit der S.E.A. Studiengesellschaft für Energiespeicher und Antriebssysteme GmbH Mürzzuschlag mit Zink-Brom-Akkumulatoren für Elektroautos experimentiert (der daraus resultierende „Elektropanda“ der Verbundgesellschaft gewann sogar die Austro-Solar 1992).
Nentwich war zwischen 1970 und 1993 Mitglied in zahlreichen nationalen und internationalen Fach- und Berufsgruppenvertretungen, unter anderem Mitglied in diversen Fachausschüssen des Verbands der Österreichischen Elektrizitätsversorgungsunternehmen (dort auch stellvertretender Vorsitzender der Energieforschungsgemeinschaft), der Österreichischen Kerntechnischen Gesellschaft (ÖKTG), der Arbeitskreise für Kernenergie und für Elektrofahrzeuge der International Union of Producers and Distributors of Electrical Energy (UNIPEDE) sowie im Arbeitskreis Kernbrennstoff des deutschen Verbands der Elektrizitätswirtschaft (VDEW).

## Schriften (Auswahl)
- 1963, A Performance Analysis of the EBWR at Various Power Levels. No. ANL-6721. Argonne National Lab., Ill. [online https://www.osti.gov/servlets/purl/4114463]
- 1969, Vom Atom zum Kilowatt, Universum, Monatszeitschrift für Natur, Technik und Wirtschaft, 24. Jg., Heft 8, S. 327–333
- 1972, Kernenergie – ein neues Instrument der Energieversorgung, Österreichische Ingenieur-Zeitschrift, 15. Jg., Heft 11, S. 319–322
- 1973, Atomkraftwerke in Österreich und ihr Einfluß auf die Gewässergüte. In: Bundesamt für Wasserwirtschaft, Wasser und Abwasser, Bd. 1972–73, S. 109–122 [online https://www.zobodat.at/pdf/WasserAbwasser_1972-1973_0109-0122.pdf]
- 1973, gemeinsam mit Nistler, W., Überlegungen zur Wahl des Standortes und zur Konzeption des Kernkraftwerkes Tullnerfeld, VGB Kraftwerkstechnik, 53. Jg., Heft 10, S. 635–641
- 1980, Sicherheit hat Vorrang: Das Kernkraftwerk Zwentendorf. In: Fritz Windhager. [Hrsg.] Kernenergie für Österreich. Analysen zur Energiepolitik. Wien: s.n., 1980, Bd. IV.
- 1990, gemeinsam mit Andreas Szeless, 30 kW Photovoltaic Solar Power Plant in the Austrian Alps, Editor(s): A.A.M. SAYIGH, Energy and the Environment, Pergamon, 1990, Pages 246-248, ISBN 978-0-08-037539-7 [online https://doi.org/10.1016/B978-0-08-037539-7.50038-7]
- 1991, gemeinsam mit Schneeberger, M., Szeless, A., Wilk, H., 30 kW Photovoltaic Plant in the Alps of Austria. In: Luque, A., Sala, G., Palz, W., Dos Santos, G., Helm, P. (eds) Tenth E.C. Photovoltaic Solar Energy Conference. Springer, Dordrecht. [online https://doi.org/10.1007/978-94-011-3622-8_197]
- 1993, gemeinsam mit Szeless, A., The ‘Alpsolar’ Project—Field testing and optimization of European photovoltaic power plant equipment at high-elevation and nordic sites. Prog. Photovolt: Res. Appl., 1: 55–66. [online https://doi.org/10.1002/pip.4670010108]